# Karbulovo
Karbulovo (cyr. Карбулово) – wieś w Serbii, w okręgu borskim, w gminie Negotin. W 2011 roku liczyła 364 mieszkańców.